# Eugenia percrenata
Eugenia percrenata är en myrtenväxtart som beskrevs av Mcvaugh. Eugenia percrenata ingår i släktet Eugenia och familjen myrtenväxter. Inga underarter finns listade i Catalogue of Life.